# Camissonia
Camissonia Link – rodzaj roślin z rodziny wiesiołkowatych, obejmujący 62 gatunki rodzimych dla Ameryki Północnej (z wyjątkiem jednego gatunku, który jest rodzimy dla Chile). Rodzaj Camissonia został stosunkowo niedawno wyodrębniony z rodzaju wiesiołek Oenothera (m.in. z uwagi na różnice w budowie znamienia słupka). W ewolucji rodzaju największe znaczenie mają zjawiska poliploidyzacji i samopylności.
Rośliny te występują głównie na pustyniach, poza tym w innych nieleśnych formacjach.
Nazwa Camissonia została nadana przez Johanna Friedricha von Eschscholtza dla upamiętnienia jego przyjaciela, niemieckiego poety i botanika Adelberta von Chamisso (1781–1838).

## Morfologia
PokrójRośliny roczne osiągające do 50 cm wysokości, rzadziej byliny.
LiścieSkrętoległe, zwykle pojedyncze, u niektórych gatunków pierzaste.
KwiatyGłównie samopylne, 4-krotne, otwierające się o świcie i rozwinięte przez jeden dzień. Działki kielicha u nasady zrosłe w krótką rurkę. Płatki 4, zaokrąglone, białe, żółte lub czerwone, często z ciemniejszą plamką u nasady. Zalążnia dolna, długa szyjka słupka zwieńczona jest znamieniem główkowatym lub maczugowatym.

## Systematyka
Synonimy
Agaosizia  Spach, Holostigma Spach, Sphaerostigma (Ser.) Fisch. & C.A. Mey.
Pozycja systematyczna według APweb (2001...)
Rodzaj należący do podrodziny Onagroideae, rodziny wiesiołkowatych (Onagraceae Juss.), która wraz z siostrzaną grupą krwawnicowatych (Lythraceae) wchodzi w skład rzędu mirtowców (Myrtales). Rząd należy do kladu różowych (rosids) i w jego obrębie jest kladem siostrzanym bodziszkowców.
Pozycja w systemie Reveala (1993–1999)
Gromada okrytonasienne Magnoliophyta Cronquist, podgromada Magnoliophytina Frohne & U. Jensen ex Reveal, klasa Rosopsida, podklasa różowe Rosidae Takht., nadrząd Myrtanae Takht., rząd mirtowce Myrtales Rchb., podrząd Onagrineae Rchb., rodzina wiesiołkowate Onagraceae Juss., podplemię Camissoniinae Raim. in Engl. & Prantl, rodzaj Camissonia Link.

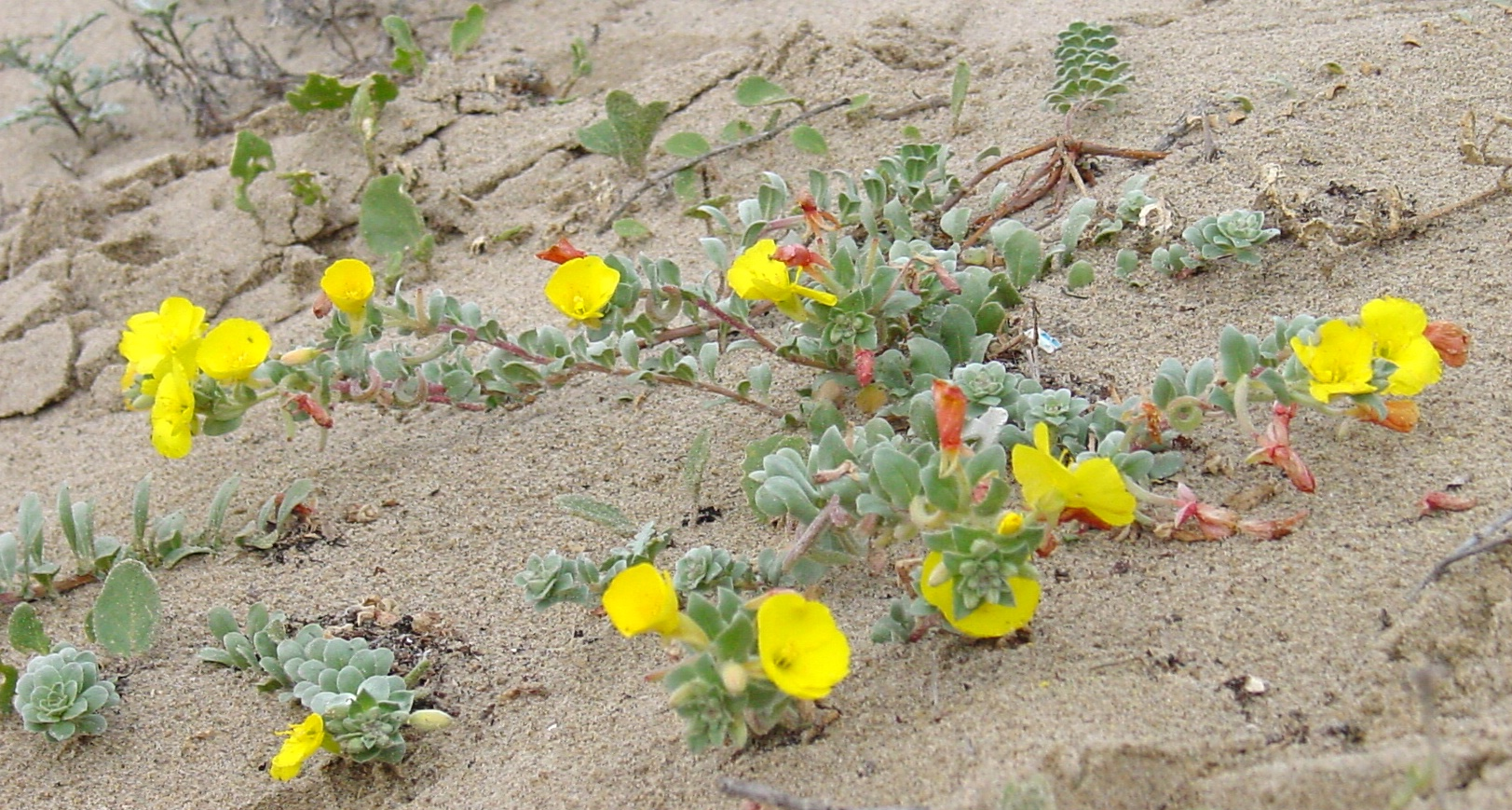
Camissonia cheiranthifolia

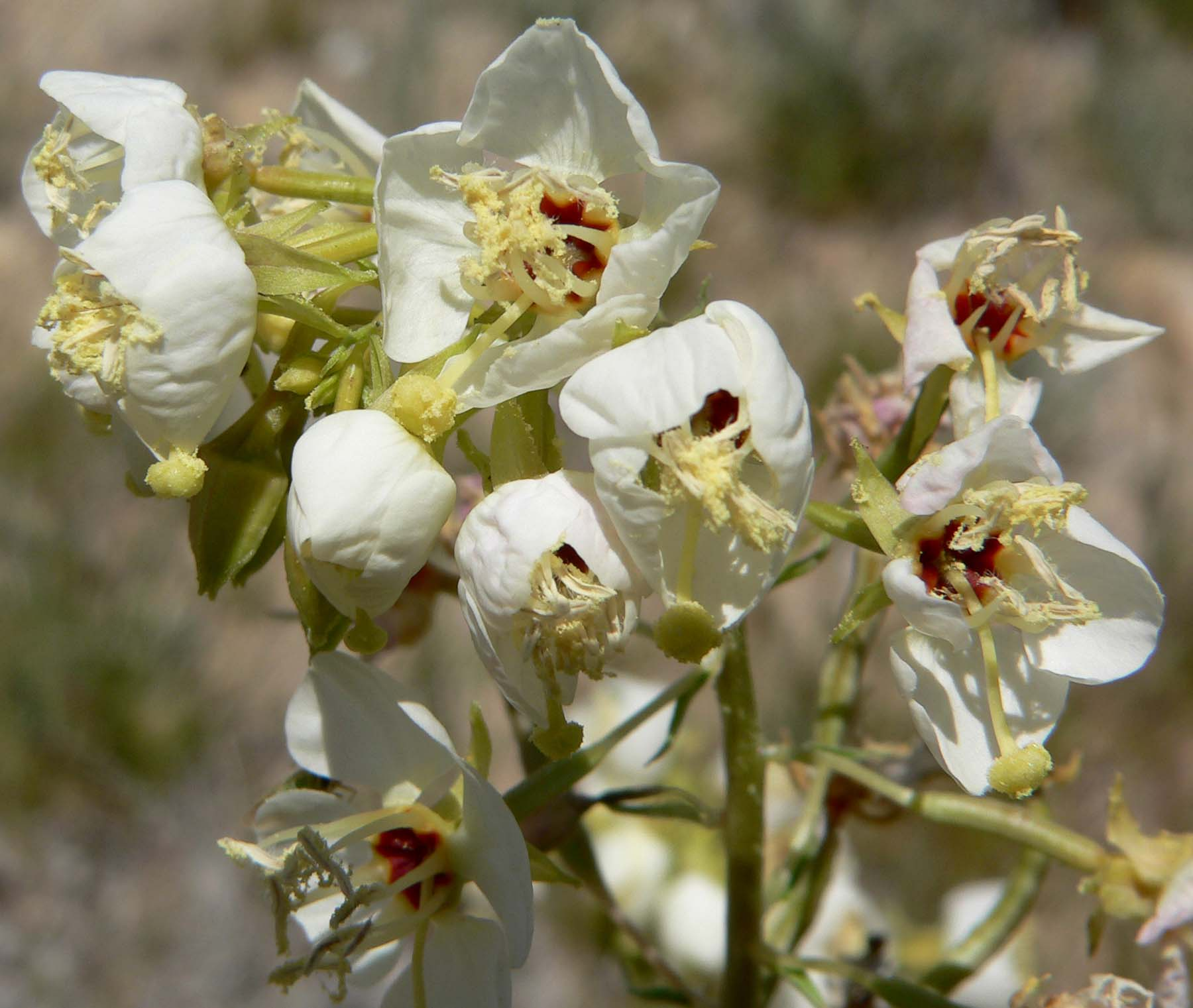
Camissonia claviformis

Gatunki
- Camissonia andina
- Camissonia arenaria
- Camissonia benitensis
- Camissonia bistorta
- Camissonia boothii
- Camissonia brevipes
- Camissonia californica
- Camissonia campestris
- Camissonia cardiophylla
- Camissonia chamaenerioides
- Camissonia cheiranthifolia
- Camissonia claviformis
- Camissonia confusa
- Camissonia contorta
- Camissonia graciliflora
- Camissonia guadalupensis
- Camissonia hardhamiae
- Camissonia heterochroma
- Camissonia hirtella
- Camissonia ignota
- Camissonia integrifolia
- Camissonia intermedia
- Camissonia kernensis
- Camissonia lacustris
- Camissonia lewisii
- Camissonia luciae
- Camissonia micrantha
- Camissonia minor
- Camissonia munzii
- Camissonia ovata
- Camissonia pallida
- Camissonia palmeri
- Camissonia parvula
- Camissonia pterosperma
- Camissonia pubens
- Camissonia pusilla
- Camissonia refracta
- Camissonia robusta
- Camissonia sierrae
- Camissonia strigulosa
- Camissonia subacaulis
- Camissonia tanacetifolia
- Camissonia walkeri